# 恩赐奖 (日本学士院)
恩赐奖（日语：／ Onshishō）是帝国学士院1911年设立的一个奖项，並由後繼機關日本学士院接續頒發。日本学士院选择学術上有特殊贡献的論文、著書或者其他的研究業績，发奖表彰学者的研究事业（日本学士院法8条1款）。日本学士院恩賜奖和学术奖都是日本最权威的学術奖项。其中，恩賜奖又是日本学士院颁发的最高奖项，候选人是毎年仅颁发9件以内的日本学士院賞的得主。日本学术院从中精选当年最優的学术作品（1件以内），由日本皇室亲自赐奖金给获奖者。

## 歷屆得獎者
| 次数    | 授奖仪式日期  | 获奖者     | 学位                                                       | 研究題目 |
| ------- | ------------- | ---------- | ---------------------------------------------------------- | --- |
| 第1回   | 1911年7月5日  | 木村荣     | 理学博士                                                   | 地軸変動的研究特に（Z）項的発見                                                                                  |
| 第2回   | 1912年5月12日 | 有賀長雄   | 法学博士 文学博士                                          | 佛文日清战争国際法論及佛文日俄战争国際法論                                                                       |
| 第2回   | 1912年5月12日 | 富士川游   |                                                            | 日本医学史 |
| 第2回   | 1912年5月12日 | 平瀬作五郎 | 公孫樹的精虫的发现                                         | |
| 第2回   | 1912年5月12日 | 池野成一郎 | 理学博士                                                   | 蘇铁的精虫的发现                                                                                                 |
| 第3回   | 1913年7月5日  | 村岡良弼   |                                                            | 续日本後紀纂詁                                                                                                   |
| 第3回   | 1913年7月5日  | 上坂熊勝   | 医学博士                                                   | 脑神经起首的研究                                                                                                 |
| 第4回   | 1914年7月5日  | 田原淳     | 医学博士                                                   | 哺乳動物的心脏に於ける刺戟伝導筋系統的研究                                                                       |
| 第5回   | 1915年7月5日  | 野口英世   | 医学博士 理学博士                                          | スピロヘータパリーダ的研究                                                                                       |
| 第6回   | 1916年7月2日  | 大矢透     |                                                            | 仮名的相关研究                                                                                                   |
| 第6回   | 1916年7月2日  | 林泰輔     | 文学博士                                                   | 周公と其時代 |
| 第6回   | 1916年7月2日  | 稲田龍吉   | 医学博士                                                   | 黄疸出血性スピロヘーテ病的相关研究                                                                               |
| 第6回   | 1916年7月2日  | 井戸泰     |                                                            | 黄疸出血性スピロヘーテ病的相关研究                                                                               |
| 第7回   | 1917年7月1日  | 佐佐木信綱 | 文学博士                                                   | 日本歌学史及和歌史的研究                                                                                         |
| 第7回   | 1917年7月1日  | 寺田寅彦   | 理学博士                                                   | ラウエ映画的实验方法及其説明的相关研究                                                                           |
| 第8回   | 1918年5月12日 | 和田英松   |                                                            | 宸記集及皇室御撰解題                                                                                             |
| 第8回   | 1918年5月12日 | 木村泰賢   | 印度六派哲学                                               | |
| 第8回   | 1918年5月12日 | 柴田桂太   | 理学博士                                                   | 植物界に於けるフラヴォン体的研究                                                                                 |
| 第9回   | 1919年5月25日 | 石原純     | 理学博士                                                   | 相対性原理、万有引力論及び量子論的研究                                                                           |
| 第10回  | 1920年5月30日 | 三浦周行   | 文学博士                                                   | 法制史之研究 |
| 第10回  | 1920年5月30日 | 辻本満丸   | 工学博士                                                   | 脂油的研究 |
| 第11回  | 1921年5月22日 | 辻善之助   | 文学博士                                                   | 日本佛教史之研究                                                                                                 |
| 第11回  | 1921年5月22日 | 布施現之助 | 医学博士                                                   | 脳的解剖的研究                                                                                                   |
| 第12回  | 1922年5月21日 | 高嶺俊夫   | 理学博士                                                   | スタルク効果的共同研究                                                                                           |
| 第12回  | 1922年5月21日 | 吉田卯三郎 | 理学博士                                                   | スタルク効果的共同研究                                                                                           |
| 第13回  | 1923年5月27日 | 徳富猪一郎 |                                                            | 近世日本国民史                                                                                                   |
| 第13回  | 1923年5月27日 | 柿村重松   | 本朝文粋註釈                                               | |
| 第13回  | 1923年5月27日 | 朝比奈泰彦 | 药学博士                                                   | 漢药成分的化学的研究                                                                                             |
| 第13回  | 1923年5月27日 | 木下季吉   | 理学博士                                                   | 放射線的相关研究                                                                                                 |
| 第14回  | 1924年6月8日  | 八代国治   | 文学博士                                                   | 長慶天皇御即位的研究                                                                                             |
| 第14回  | 1924年6月8日  | 佐々木隆興 | 医学博士                                                   | 蛋白質及び之を構成するアミノ酸的細菌に因る分解とアミノ酸的合成的相关研究                                         |
| 第15回  | 1925年5月31日 | 矢吹慶輝   | 文学博士                                                   | 三階教的研究 |
| 第15回  | 1925年5月31日 | 物部長穂   | 工学博士                                                   | 構造物的振動殊に其的耐震性的研究                                                                                 |
| 第16回  | 1926年5月16日 | 沼田頼輔   |                                                            | 日本紋章学 |
| 第16回  | 1926年5月16日 | 小沢儀明   | 理学博士                                                   | 中国地方的古生層並に中生層的層位学上的研究                                                                       |
| 第17回  | 1927年5月20日 | 加藤繁     | 文学博士                                                   | 唐宋時代に於ける金銀的研究（但し其的貨幣的機能を中心として）                                                     |
| 第17回  | 1927年5月20日 | 柴田雄次   | 理学博士                                                   | 金属錯塩的分光化学的研究                                                                                         |
| 第18回  | 1928年4月14日 | 神戸正雄   | 法学博士                                                   | 租税研究 |
| 第18回  | 1928年4月14日 | 掛谷宗一   | 理学博士                                                   | 連立積分方程式及び之に関連せる函数論的研究                                                                       |
| 第19回  | 1929年4月26日 | 志田順     | 理学博士                                                   | 地球及地殻的剛性並に地震動的相关研究                                                                             |
| 第20回  | 1930年5月30日 | 足立文太郎 | 医学博士                                                   | 日本人的動脈系統                                                                                                 |
| 第21回  | 1931年5月14日 | 妹沢克惟   | 工学博士                                                   | 地震波的生成伝播其他に関する理論的研究                                                                           |
| 第22回  | 1932年5月10日 | 金田一京助 |                                                            | アイヌ叙事詩 ユーカラ的研究                                                                                      |
| 第22回  | 1932年5月10日 | 和達清夫   | 理学博士                                                   | 深処に発生する地震的相关研究                                                                                     |
| 第23回  | 1933年5月11日 | 辻二郎     | 工学博士                                                   | 光弾性的研究 |
| 第23回  | 1933年5月11日 | 鈴木文助   | 農学博士                                                   | 脂肪酸及之を含有する生物体成分的研究                                                                             |
| 第24回  | 1934年5月11日 | 仁井田陞   |                                                            | 唐令拾遺 |
| 第24回  | 1934年5月11日 | 坪井誠太郎 | 理学博士                                                   | 火成岩的成因的相关研究                                                                                           |
| 第25回  | 1935年5月31日 | 小倉進平   | 文学博士                                                   | 郷歌及び吏読的研究                                                                                               |
| 第25回  | 1935年5月31日 | 花山信勝   |                                                            | 聖徳太子御製 法華義疏的研究                                                                                      |
| 第26回  | 1936年6月1日  | 小川尚義   | 原語による台湾高砂族伝説集                                 | |
| 第26回  | 1936年6月1日  | 佐々木隆興 | 医学博士                                                   | o-Amidoazotoluol的経口的投与による肝癌成生的实验的研究                                                           |
| 第26回  | 1936年6月1日  | 吉田富三   |                                                            | o-Amidoazotoluol的経口的投与による肝癌成生的实验的研究                                                           |
| 第27回  | 1937年5月13日 | 堀場信吉   | 理学博士                                                   | 化学反应速度的熱解析                                                                                             |
| 第27回  | 1937年5月13日 | 丹羽保次郎 | 工学博士                                                   | 写真電送装置的相关研究                                                                                           |
| 第28回  | 1938年5月13日 | 受賞者なし | 受賞者なし                                                 | 受賞者なし |
| 第29回  | 1939年5月11日 | 石川謙     |                                                            | 石門心学史之研究                                                                                                 |
| 第29回  | 1939年5月11日 | 呉建       | 医学博士                                                   | 脊髄副交感神经的相关研究                                                                                         |
| 第30回  | 1940年5月30日 | 能勢朝次   |                                                            | 能楽源流考 |
| 第30回  | 1940年5月30日 | 湯川秀樹   | 理学博士                                                   | 素粒子間的相互作用に関する理論的研究並に宇宙線中的新粒子Mesotron的存在に対する予言                               |
| 第30回  | 1940年5月30日 | 堀内寿郎   | 理学博士                                                   | 化学反应速度論的理論及实验的研究                                                                                 |
| 第31回  | 1941年5月13日 | 松本栄一   | 文学博士                                                   | 燉煌画的研究 図像篇                                                                                              |
| 第31回  | 1941年5月13日 | 岡部金治郎 | 工学博士                                                   | 磁電管的相关研究                                                                                                 |
| 第31回  | 1941年5月13日 | 久野寧     | 医学博士                                                   | 人体発汗的研究                                                                                                   |
| 第32回  | 1942年5月13日 | 宇野円空   | 文学博士                                                   | マライシヤに於ける稲米儀礼                                                                                       |
| 第33回  | 1943年5月13日 | 信夫淳平   | 法学博士                                                   | 戦時国際法講義                                                                                                   |
| 第33回  | 1943年5月13日 | 古畑種基   | 医学博士                                                   | 血型的研究 |
| 第33回  | 1943年5月13日 | 木原均     | 理学博士                                                   | 小麦的細胞遺伝学的研究                                                                                           |
| 第34回  | 1944年5月10日 | 緒方知三郎 | 医学博士                                                   | 唾液腺的内分泌的相关研究                                                                                         |
| 第35回  | 1945年6月12日 | 三島徳七   | 工学博士                                                   | 特殊鋼殊にM.K.磁石鋼的研究                                                                                       |
| 第35回  | 1945年6月12日 | 船田享二   | 法学博士                                                   | 羅馬法 |
| 第35回  | 1945年6月12日 | 奥野高広   |                                                            | 皇室御经济史的研究                                                                                               |
| 第36回  | 1946年6月13日 | 増本量     | 理学博士                                                   | 異常特性を有する鉄合金的研究                                                                                     |
| 第37回  | 1947年5月13日 | 松村武雄   | 文学博士                                                   | 神話学原論析 |
| 第38回  | 1948年6月11日 | 家永三郎   |                                                            | 上代倭絵年表 上代倭絵全史                                                                                        |
| 第39回  | 1949年6月15日 | 後藤格次   | 農学博士                                                   | シノメニン的相关研究                                                                                             |
| 第40回  | 1950年5月11日 | 坂田昌一   | 理学博士                                                   | 二中間子理論 |
| 第41回  | 1951年5月15日 | 外山修之   | 工学博士                                                   | 油脂殊に海産動物油的相关研究                                                                                     |
| 第42回  | 1952年5月13日 | 水野清一   |                                                            | 雲岡石窟的相关研究                                                                                               |
| 第42回  | 1952年5月13日 | 長広敏雄   |                                                            | 雲岡石窟的相关研究                                                                                               |
| 第43回  | 1953年5月12日 | 吉田富三   | 医学博士                                                   | 吉田肉腫的病理学的研究                                                                                           |
| 第44回  | 1954年5月12日 | 田村実造   | 文学博士                                                   | 慶陵 |
| 第44回  | 1954年5月12日 | 小林行雄   |                                                            | 慶陵 |
| 第45回  | 1955年5月12日 | 藤田良雄   | 理学博士                                                   | 低温度星的分光学的研究                                                                                           |
| 第46回  | 1956年5月14日 | 志方益三   | 農学博士                                                   | ポーラログラフィー的研究                                                                                         |
| 第46回  | 1956年5月14日 | 小林行雄   | 農学博士                                                   | ポーラログラフィー的研究                                                                                         |
| 第47回  | 1957年5月14日 | 中村元     | 文学博士                                                   | 初期ヴェーダーンタ哲学史                                                                                         |
| 第48回  | 1958年5月12日 | 新関良三   | 文学博士                                                   | ギリシャ・ローマ演劇史                                                                                           |
| 第49回  | 1959年6月2日  | 今井功     | 理学博士                                                   | 航空力学へ的寄与                                                                                                 |
| 第50回  | 1960年5月18日 | 高田修     |                                                            | 醍醐寺五重塔的壁画                                                                                               |
| 第50回  | 1960年5月18日 | 伊東卓治   |                                                            | 醍醐寺五重塔的壁画                                                                                               |
| 第50回  | 1960年5月18日 | 山崎一雄   | 農学博士                                                   | 醍醐寺五重塔的壁画                                                                                               |
| 第50回  | 1960年5月18日 | 上野アキ   |                                                            | 醍醐寺五重塔的壁画                                                                                               |
| 第50回  | 1960年5月18日 | 柳沢孝     |                                                            | 醍醐寺五重塔的壁画                                                                                               |
| 第50回  | 1960年5月18日 | 宮次男     |                                                            | 醍醐寺五重塔的壁画                                                                                               |
| 第51回  | 1961年5月12日 | 冲中重雄   | 医学博士                                                   | 自律神经的相关研究                                                                                               |
| 第52回  | 1962年5月11日 | 笹淵友一   | 文学博士                                                   | 近代日本文学における浪漫主義的研究                                                                               |
| 第53回  | 1963年5月10日 | 永宮健夫   | 理学博士                                                   | 反強磁性体的理論的研究                                                                                           |
| 第54回  | 1964年5月8日  | 武藤清     | 工学博士                                                   | 耐震構造的相关研究                                                                                               |
| 第55回  | 1965年5月18日 | 小島憲之   | 文学博士                                                   | 上代日本文学と中国文学                                                                                           |
| 第56回  | 1966年5月25日 | 前田恵学   | 文学博士                                                   | 原始佛教聖典的成立史研究                                                                                         |
| 第57回  | 1967年5月23日 | 吉田耕作   | 理学博士                                                   | 近代解析的研究                                                                                                   |
| 第58回  | 1968年5月30日 | 西田龍雄   | 文学博士                                                   | 西夏語的研究 |
| 第59回  | 1969年6月9日  | 久保亮五   | 理学博士                                                   | 非可逆過程的統計力学における線型应答理論                                                                         |
| 第60回  | 1970年5月18日 | 中村栄孝   |                                                            | 日鮮関係史的研究                                                                                                 |
| 第61回  | 1971年5月27日 | 宮本又次   | 经济学博士                                                 | 小野組的研究 |
| 第61回  | 1971年5月27日 | 林忠四郎   | 理学博士                                                   | 核反应と恒星的進化的相关研究                                                                                     |
| 第62回  | 1972年5月27日 | 松下忠     | 文学博士                                                   | 江戸時代的詩風詩論―明清的詩論とそ的摂取                                                                          |
| 第62回  | 1972年5月27日 | 江橋節郎   | 医学博士                                                   | 筋的収縮及び弛緩的機構的相关研究                                                                                 |
| 第63回  | 1973年6月1日  | 竹島卓一   | 工学博士                                                   | 営造法式的研究                                                                                                   |
| 第63回  | 1973年6月1日  | 近藤淳     | 理学博士                                                   | 極低温における稀薄磁性合金的電気抵抗的極小的相关研究                                                             |
| 第64回  | 1974年6月10日 | 三上次男   | 文学博士                                                   | 金史研究 |
| 第64回  | 1974年6月10日 | 石坂公成   | 医学博士                                                   | 免疫グロブリンE的発見とレアギン型アレルギー的機序的相关研究                                                      |
| 第65回  | 1975年6月2日  | 高崎直道   | 文学博士                                                   | 如来蔵思想的形成                                                                                                 |
| 第65回  | 1975年6月2日  | 小田稔     | 理学博士                                                   | すだれコリメータ的発明とX線天文学へ的寄与                                                                        |
| 第66回  | 1976年6月7日  | 杉村隆     | 医学博士                                                   | 胃癌発生に関する实验的研究                                                                                       |
| 第67回  | 1977年6月13日 | 高橋信次   | 医学博士                                                   | X線による生体病理解剖的研究                                                                                      |
| 第68回  | 1978年6月14日 | 伊藤清     | 理学博士                                                   | 確率微分方程式的研究                                                                                             |
| 第69回  | 1979年6月11日 | 古在由秀   | 理学博士                                                   | 土星衛星、人工衛星及び小惑星的運動的研究                                                                         |
| 第70回  | 1980年6月11日 | 岡田善雄   | 医学博士                                                   | 細胞融合現象的解析と細胞工学的应用                                                                               |
| 第71回  | 1981年6月10日 | 長野泰一   | 医学博士                                                   | インターフェロン的研究                                                                                           |
| 第72回  | 1982年6月14日 | 原亨吉     | ドクトゥール・ド・ トロワジェーム・シクル・ アン・ロジック | パスカル的数学的業績（佛文“L'ŒUVRE MATHEMATIQUE DE PASCAL”）                                                     |
| 第72回  | 1982年6月14日 | 角谷静夫   | 理学博士                                                   | 函数解析的研究                                                                                                   |
| 第73回  | 1983年6月13日 | 向山光昭   | 理学博士                                                   | 有機合成化学的新手法開拓と生体関連物質的合成                                                                     |
| 第74回  | 1984年6月11日 | 仲宗根政善 |                                                            | 沖縄今帰仁方言辞典―今帰仁方言的研究・語彙篇―                                                                     |
| 第74回  | 1984年6月11日 | 田村学造   | 農学博士                                                   | 火落酸的発見並びにイソプレノイド的関与する複合糖質的生合成阻害的相关研究                                         |
| 第75回  | 1985年6月10日 | 佐藤了     | 理学博士                                                   | ミクロソーム的複合酸素添加酵素系的相关研究                                                                       |
| 第76回  | 1986年6月9日  | 伊藤正男   | 医学博士                                                   | 小脳的神经機構と運動学習的機序                                                                                   |
| 第77回  | 1987年6月8日  | 福山敏男   | 工学博士                                                   | 寺院建築的研究・神社建築的研究（福山敏男著作集 1〜4）                                                            |
| 第77回  | 1987年6月8日  | 山崎敏光   | 理学博士                                                   | 中間子物理的实验的研究                                                                                           |
| 第78回  | 1988年6月13日 | 西村暹     | 理学博士                                                   | 核酸塩基修飾に関する有機化学・生化学的研究                                                                       |
| 第79回  | 1989年6月12日 | 佐伯富     | 文学博士                                                   | 中国塩政史的研究                                                                                                 |
| 第79回  | 1989年6月12日 | 日沼頼夫   | 医学博士                                                   | 成人T細胞白血病的ウイルス病因的相关研究                                                                          |
| 第80回  | 1990年6月11日 | 中西香爾   | 理学博士                                                   | 機能性天然有機化合物的構造および生体内機能発現的相关研究                                                         |
| 第81回  | 1991年6月10日 | 小林芳規   | 文学博士                                                   | 角筆文献的国語学的研究                                                                                           |
| 第81回  | 1991年6月10日 | 外村彰     | 工学博士                                                   | 電子線ホログラフィ的开发とAB効果的実証                                                                           |
| 第82回  | 1992年6月8日  | 都築忠七   | ドクター・オブ・ フィロソフィー                            | 19世紀後半的イギリス社会主義思想および運動的研究                                                                 |
| 第82回  | 1992年6月8日  | 岸本忠三   | 医学博士                                                   | インターロイキン6（IL-6）的相关研究                                                                              |
| 第83回  | 1993年6月7日  | 田仲一成   | 文学博士                                                   | 中国祭祀演劇的相关研究                                                                                           |
| 第83回  | 1993年6月7日  | 田中靖郎   | 理学博士                                                   | X線天体的相対論的特性                                                                                            |
| 第84回  | 1994年6月6日  | 熊田誠     | 工学博士                                                   | 有機ケイ素化学的相关研究（共同研究）                                                                             |
| 第84回  | 1994年6月6日  | 桜井英樹   | 理学博士                                                   | 有機ケイ素化学的相关研究（共同研究）                                                                             |
| 第85回  | 1995年6月12日 | 三根谷徹   |                                                            | 中古漢語と越南漢字音                                                                                             |
| 第85回  | 1995年6月12日 | 深尾良夫   | 理学博士                                                   | マントル ダイナミクスに関する地震学的研究                                                                        |
| 第86回  | 1996年6月10日 | 本庶佑     | 医学博士                                                   | 抗体クラススイッチ制御的相关研究                                                                                 |
| 第87回  | 1997年7月7日  | 中西重忠   | 医学博士                                                   | 神经伝達的分子メカニズム的相关研究                                                                               |
| 第88回  | 1998年6月22日 | 柳田敏雄   | 工学博士                                                   | 生物運動的分子機械的直接操作と観測                                                                               |
| 第89回  | 1999年6月14日 | 夫馬進     | 博士（文学）                                               | 中国善会善堂史研究                                                                                               |
| 第89回  | 1999年6月14日 | 岸義人     | 理学博士                                                   | 海洋天然化合物的有機化学的研究                                                                                   |
| 第90回  | 2000年6月12日 | 佐藤次高   | 文学博士                                                   | State and Rural Society in Medieval Islam: Sultans, Muqta‘s and Fallāhūn                                         |
| 第90回  | 2000年6月12日 | 長田重一   | 理学博士                                                   | アポトーシス的分子機構的研究                                                                                     |
| 第91回  | 2001年6月11日 | 林文夫     | Ph.D.                                                      | Understanding Saving: Evidence from the United States and Japan                                                  |
| 第91回  | 2001年6月11日 | 浅島誠     | 理学博士                                                   | 初期発生における形態形成的基礎的研究                                                                             |
| 第92回  | 2002年6月10日 | 藤本隆宏   | D.B.A.                                                     | The Evolution of a Manufacturing System at Toyota                                                                |
| 第92回  | 2002年6月10日 | 飯島澄男   | 理学博士                                                   | 高分解能電子顕微鏡的开发とカーボンナノチューブ的発見                                                             |
| 第93回  | 2003年6月9日  | 柳田充弘   | 理学博士                                                   | 細胞周期的制御と染色体分配的機構                                                                                 |
| 第94回  | 2004年6月14日 | 須磨千頴   |                                                            | 賀茂別雷神社境内諸郷的復元的研究                                                                                 |
| 第94回  | 2004年6月14日 | 安元健     | 農学博士                                                   | 海洋生物毒的化学とそれら的毒物的海洋生態系における動態解析                                                       |
| 第95回  | 2005年6月13日 | 加藤和也   | 理学博士                                                   | 数論幾何学的研究                                                                                                 |
| 第96回  | 2006年7月3日  | 成宮周     | 医学博士                                                   | プロスタグランジン受容体的研究                                                                                   |
| 第97回  | 2007年6月11日 | 秀村選三   | 经济学博士                                                 | 幕末期薩摩藩的農業と社会―大隅国高山郷士守屋家をめぐって―                                                         |
| 第97回  | 2007年6月11日 | 審良靜男   | 医学博士                                                   | 自然免疫による病原体認識とシグナル伝達                                                                           |
| 第98回  | 2008年6月9日  | 諸熊奎治   | 工学博士                                                   | 分子的構造・機能・反应設計に関する理論的研究                                                                     |
| 第99回  | 2009年6月1日  | 村上哲見   | 文学博士                                                   | 宋詞的相关研究                                                                                                   |
| 第99回  | 2009年6月1日  | 江口徹     | 理学博士                                                   | 数理物理学的な手法による素粒子論的研究                                                                           |
| 第100回 | 2010年6月21日 | 表章       | 文学博士                                                   | 能楽史的研究 |
| 第100回 | 2010年6月21日 | 山中伸弥   | 医学博士                                                   | 人工多能性幹細胞（iPS 細胞）的研究樹立                                                                           |
| 第101回 | 2011年6月20日 | 佐竹明     | 神学博士                                                   | 「ヨハネ的黙示録」的相关研究                                                                                     |
| 第101回 | 2011年6月20日 | 宮田秀明   | 工学博士                                                   | 船舶的非線形造波的相关研究                                                                                       |
| 第102回 | 2012年6月4日  | 吉川一義   | 文学博士                                                   | 「Proust et l'art pictural」（『プルーストと絵画芸術』）                                                         |
| 第102回 | 2012年6月4日  | 難波啓一   | 工学博士                                                   | 生体超分子の立体構造と機能の解明                                                                                 |
| 第103回 | 2013年6月17日 | 松浦純     | 文學碩士                                                   | 「Martin Luther: Erfurter Annotationen 1509-1510/11」（『マルティン・ルター：エルフルト期注記集 1509-1510/11』） |
| 第103回 | 2013年6月17日 | 十倉好紀   | 工学博士                                                   | 強相関電子材料の物性研究                                                                                         |
| 第104回 | 2014年7月7日  | 赤﨑勇     | 工学博士                                                   | 高品質GaN系窒化物半導体単結晶の創製とp–n接合青色発光デバイスの発明                                               |
| 第105回 | 2015年6月1日  | 細野秀雄   | 工学博士                                                   | 無機電子機能物質の創製と応用に関する研究                                                                         |
| 第106回 | 2016年        | 森和俊     | 薬学博士                                                   | 小胞体ストレス応答の発見と解明                                                                                   |
| 第107回 | 2017年        | 長谷川昭   | 理学博士                                                   | 隱沒帶地質構造之地震學相關研究                                                                                   |
| 第108回 | 2018年        | 松村剛     | 巴黎第四大學博士                                           | 中古法語辭典（Dictionnaire du français médiéval）                                                                                                 |
| 第108回 | 2018年        | 豐島近     | 理学博士                                                   | 原子構造為基礎的離子泵作動機制之研究                                                                             |
| 第109回 | 2019年6月17日 | 藤田誠     | 工学博士                                                   | 結晶スポンジ法—Ｘ線構造解析の革新と分子科学技術への展開                                                          |

## 関連項目
- 日本学士院
- 日本学士院奖
- 日本学士院爱丁堡公爵奖
- 日本学士院学术奖励奖
- 日本艺术院－「日本芸術院」恩賜賞